# Isaac Ochoterena
Jacobo Isaac Ochoterena y Mendieta (Atlixco, Puebla; 20 de noviembre de 1885 - Ciudad de México, 11 de abril de 1950) fue un biólogo, botánico, educador, investigador autodidacta y académico mexicano.

## Estudios
Realizó sus primeros estudios en su ciudad natal y en la Escuela Normal de Tlaxcala. Se trasladó a la Ciudad de México donde ingresó a la Escuela Nacional Preparatoria. Su primer trabajo lo redactó para El Monitor Escolar durante 1903 bajo el título de Algo de paleontología. Al quedar huérfano de padre, no pudo concluir sus estudios de bachillerato. Solicitó un examen en la Secretaría de Instrucción Pública y Bellas Artes, para de esta manera ejercer el magisterio en educación primaria a partir de 1906.

## Docencia y primeras investigaciones
Comenzó a ejercer su docencia en Tlatlauquitepec al sur de la Sierra Norte de Puebla. Interesado en la historia natural, publicó sus primeros artículos en El Correo de Puebla con los nombres de Flora de la Sierra de Puebla, Fisiografía de Tlatlauquitepec, Fisiografía del distrito de Cholula . En 1907 viajó a Gómez Palacio en el estado de Durango en donde fue nombrado director de la escuela de Ciudad Lerdo y poco después inspector de Instrucción Pública en el Estado, cargo que ejerció hasta 1913.
En 1914 se trasladó a San Luis Potosí, fue nombrado director general de Educación del Estado, continuó impartiendo clases de biología, de historia natural en la Escuela Normal y de antropología en el Instituto Científico y Literario. Sus conocimientos los aprendió de forma autodidacta. En 1915, impartió clases de histología - materia en la que se especializó - en la Escuela Nacional de Veterinaria.
De 1916 a 1918 fue responsable de la Sección de Biología Vegetal de la Dirección de Estudios Biológicos. En 1921, fue nombrado jefe del Departamento de Biología de la Escuela Nacional Preparatoria. Impartió cátedra en la Escuela Nacional de Altos Estudios. Fue fundador de la clase de histología en la Escuela Médico Militar, por lo cual obtuvo el grado de teniente coronel, impartió la misma materia en la Escuela Nacional de Medicina en donde fundó la clase de embriología. En 1939, fue jefe del Departamento de Biología en la Facultad de Ciencias de la Universidad Nacional Autónoma de México (UNAM).
En 1941 fue nombrado director general de Enseñanza Superior e Investigación Científica, fue también jefe de la Sección de Histología del Instituto de Higiene de la Secretaría de Salubridad y Asistencia. En 1946, fue nombrado investigador emérito y director honorario del Instituto de Biología de la UNAM.

## Académico
La Universidad Nacional Autónoma de México le otorgó el Doctorado honoris causa en 1940. Tres años más tarde fue miembro fundador del Colegio Nacional. Fue miembro de la Academia Nacional de Ciencias Antonio Alzate, de la Sociedad Mexicana de Biología, de la Sociedad Mexicana de Geografía y Estadística, de la Sociedad Botánica de México, de la Sociedad de Biología de Concepción de Chile, de la Sociedad Micológica de Francia, de la Sociedad de Médicos y Naturalistas de Würzburg en Alemania, de la Real Academia de Ciencias Exactas, Físicas y Naturales de Madrid en España, de la Sociedad Nacional de Investigaciones Biológicas de la Universidad de Washington y de la Cactus and Succulent Society of America de California. Murió en la Ciudad de México, el 11 de abril de 1950, fue sepultado en la Rotonda de las Personas Ilustres.

## Obras

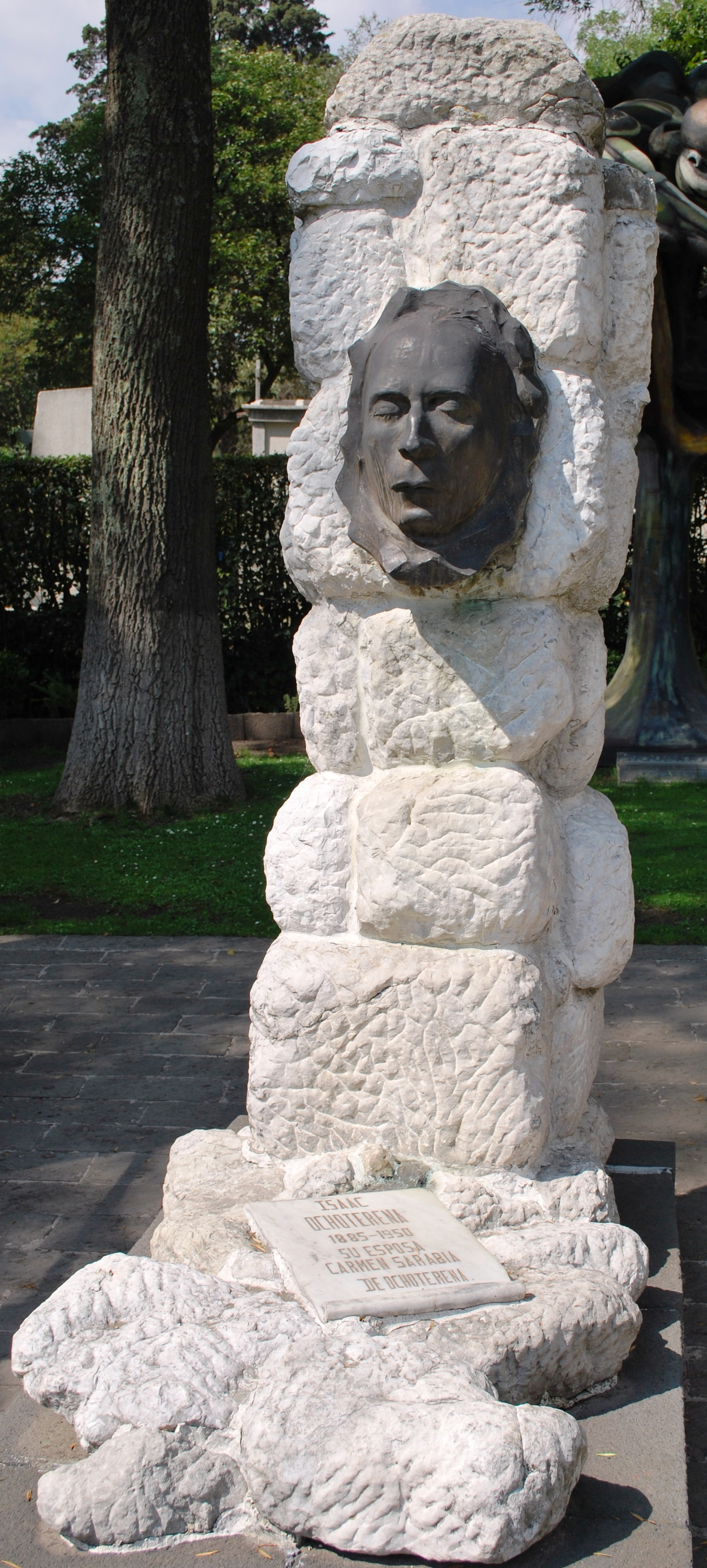
Sepulcro de Isaac Ochoterena en la Rotonda de las Personas Ilustres, Panteón de Dolores, Ciudad de México.

Publicó más de 230 trabajos, entre algunas de estos se encuentran:
- Elementos de técnica microscópica y de histología vegetal en 1914.
- Reflexiones acerca del método en la investigación científica en 1915.
- Manual de técnica histológica general en 1917.
- La retina del Tapayaxin en 1918.
- Generalidades acerca de la familia de las cactáceas y monografía de las pereskias mexicanas en 1918.
- Las cactáceas de México en 1922.
- Evolución del sistema nervioso en 1922.
- Lecciones de biología en 1923.
- Estudios histológicos y micológicos acerca del mal del pinto en 1929.
- Tratado elemental de histología general en 1938.
- Tratado elemental de biología en 1944.
- Lecciones acerca de los órganos del oído y de la vista en 1946.

- La abreviatura «Ochot.» se emplea para indicar a Isaac Ochoterena como autoridad en la descripción y clasificación científica de los vegetales.[4]